# Корецький Володимир Михайлович
Володимир Михайлович Корецький (6 (18) лютого 1890, Катеринослав — 25 липня 1984, Київ) — український радянський юрист-міжнародник, спеціаліст у галузі міжнародного публічного та приватного права та загальної історії держави та права, академік АН УРСР (1948). У 1949—1951 роках член Комісії міжнародного права. З 1949 року очолював створений у Києві Сектор держави та права АН УРСР, а після перетворення у 1969 році Сектора в Інститут держави і права АН УРСР був директором Інституту до 1974 року. Входив до складу радянських делегацій на сесіях Генеральної Асамблеї ООН у 1946, 1947 та 1949 роках від УРСР; брав участь у роботі ряду міжнародних конференцій і комісій ООН. Був членом Постійної палати третейського суду (1957), у 1961—1970 роках суддя (у 1967—1970 роках віце-президент) Міжнародного суду ООН. Герой Соціалістичної Праці (1980).

## Біографія
В. М. Корецький народився в сім'ї службовця. Вже в дитинстві виявив здібності до гуманітарних наук. У 1910 році із золотою медаллю закінчив Катеринославську гімназію й одразу вступив до Московського університету на юридичний факультет. Однак через рік, після народження сина Юрія, переїхав до Харкова, де навчався у Харківському імператорському університеті, який закінчив у 1916 році з дипломом першого рівня. Корецького залишили на кафедрі цивільного права та судочинства для підготовки до отримання професорського звання.

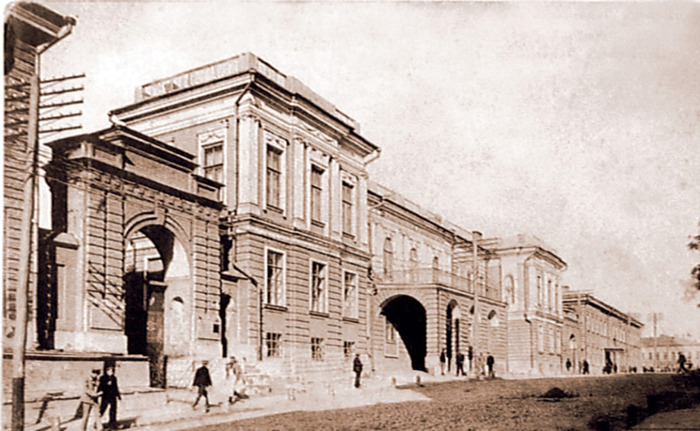
Харківський імператорський університет. Кінець XIX століття.

### Початок кар'єри
Ще з 1907 року й під час навчання В. М. Корецький заробляв на життя приватними уроками. У 1909 році він одружився з 16-річною Ганною Ананіївною Корецькою (дошлюбне прізвище невідоме). У 1916 році почав викладати в початковій торговельній школі, а з 1919 року, після складання магістерського іспиту з історії та догми римського права, — читати лекції із всесвітньої історії держави і права в Харківському університеті. Тоді ж взяв участь у створенні Харківського інституту народного господарства (тепер Національна юридична академія імені Ярослава Мудрого) на базі Харківського університету, де з часом обійняв посаду заступника декана юридичного факультету. Тут же почав викладати міжнародне приватне право.
Через 10 років інститут остаточно виділився в самостійну інституцію — Харківський інститут радянського будівництва і права. До початку Другої світової війни інститут ще два рази змінив свою назву: У 1933 році — на Всеукраїнський комуністичний інститут радянського будівництва і права, а в 1937 році — на Харківський юридичний інститут (нині Національний юридичний університет імені Ярослава Мудрого). Весь цей час Володимир Михайлович обіймав посади професора і з 1937 року — керівника кафедри історії держави і права. Крім того, він паралельно працював завідувачем правового підвідділу Народного комісаріату закордонних справ УРСР (1921—1922), потім завідувачем юридичного відділу Укоопспілки з 1922 по 1924 рік; завідувачем юридичного відділу Українбанку (1924—1930), а згодом — старшим консультантом Держарбітражу при РНК УРСР (1930—1935).
У 1939 році отримав науковий ступінь доктора юридичних наук, захистивши дисертацію, присвячену питанням англо-американської доктрини міжнародного приватного права. З 1941 по 1944 рік перебував в евакуації в Узбекистані, де в Ташкентському юридичному інституті викладав всесвітню історію держави і права. У 1941 році під час битви за Київ в бою загинув його єдиний син Юрій.
Після повернення до Харкова в 1944 році Корецький став куратором курсу міжнародного права Харківського юридичного інституту, а в 1947 році — завідувачем кафедри міжнародного права. Через рік його обрали академіком АН УРСР, а в 1949 році він створив у Києві Сектор держави і права АН УРСР (з 1969 року — інститут), основною метою якого було розроблення наукового обґрунтування міжнародної правосуб'єктності УРСР. З 1949 по 1974 рік був керівником цієї установи та завідувачем відділу міжнародного права та порівняльного правознавства. Продовжує його працю його учень Денисов Володимир Наумович.

### Робота в ООН
У повоєнний час і майже до кінця життя Володимир Михайлович був одним з найактивніших учасників у роботі нової міжнародної організації ООН від Української Радянської Соціалістичної Республіки. За ініціативою міністра закордонних справ УРСР академіка Д. З. Мануїльського, він входив до складу делегації УРСР на I, II і IV сесіях Генеральної Асамблеї ООН (відповідно, в 1946, 1947 та 1949 роках). Д. З. Мануїльский високо цінував В. М. Корецького як талановитого науковця і висококваліфікованого спеціаліста у сфері міжнародного права. У 1946 році науковець був радником Представника СРСР у Раді Безпеки ООН. У період з 1947 року по 1949 рік був членом і першим заступником голови Комісії з прав людини ООН, на яку в цей час було покладено завдання розробити проект Загальної декларації прав людини, прийнятої Генеральною Асамблеєю ООН у 1948 році.
Визнання міжнародною юридичною громадськістю таланту В. М. Корецького відобразилося в обранні його членом Комітету ООН з прогресивного розвитку міжнародного права 31 січня 1947 року.. Таким чином, Володимир Михайлович увійшов в історію як перший член Комісії серед вітчизняних юристів-міжнародників. Перша сесія Комісії пройшла з 12 квітня по 9 червня 1949 року; на ній В. М. Корецький обіймав посаду першого віце-голови.
Однак найбільшим досягненням у кар'єрі науковця є його обрання в 1960 році на XV сесії Генеральної Асамблеї ООН і засіданні Ради Безпеки ООН членом Міжнародного Суду ООН у Гаазі строком на 9 років з 1961 по 1970 рік. У період з 1968 по 1970 рік він був обраний віце-президентом Міжнародного Суду.
Заслужений діяч науки УРСР (1947). Герой Соціалістичної Праці (1980). Іменем К. названо Інститут держави і права Національної академії наук України.

### Участь у значущих конференціях

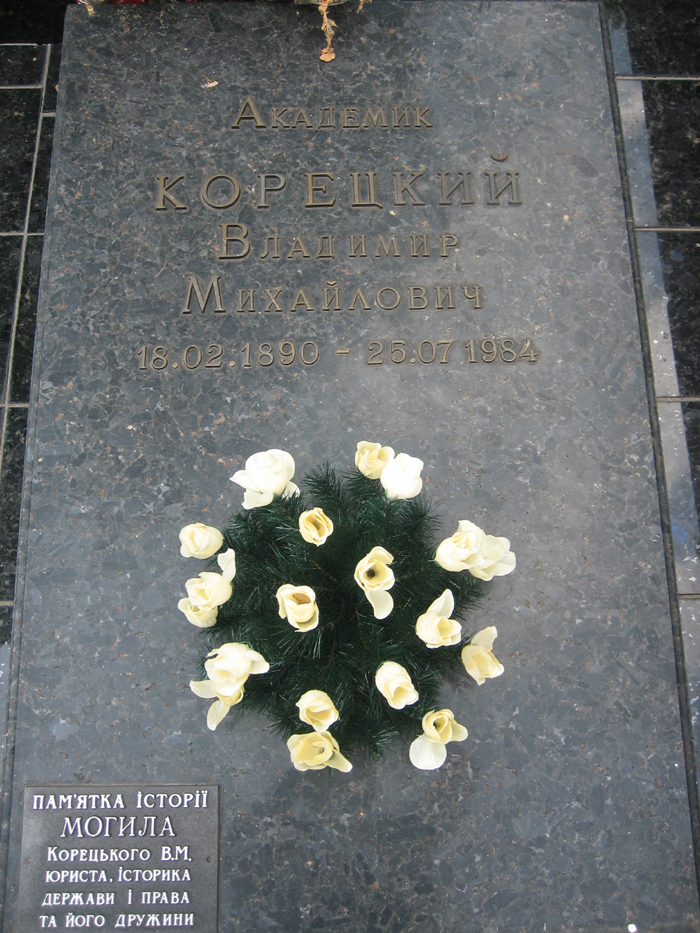
Могила Володимира Корецького і його дружини

|                                                      |  |  |
| Пам'ятна монета НБУ присвячена Володимиру Корецькому |  |  |

У 1953 році як радник делегації УРСР взяв участь у Женевській міжнародній конференції з вироблення додаткової конвенції про скасування рабства і работоргівлі. У 1957 році був направлений на конференцію ЮНЕСКО з питань мирного співіснування в Мюнхені, а в 1958]] та 1960 роках очолював делегацію УРСР на конференціях ООН з морського права.
В. М. Корецький також брав участь у роботі 48-ї сесії Асоціації міжнародного права в Нью-Йорку (1958) і XIV сесії асамблеї Всесвітньої федерації асоціації сприяння ООН (1959) як представник радянських громадських організацій. З 1957 року науковець був членом радянської групи Постійної палати третейського суду в Гаазі.
Попри похилий вік, В. М. Корецький до останніх днів зберігав працездатність. Помер 25 лютого 1984 року; похований на Лук'янівському кладовищі в Києві (ділянка № 20, ряд 2, місце 1). Надгробок роботи скульптора Сергія Коненкова.
Автор наукових праць: «Очерки международного хозяйственного права» (Х., 1928); «Лекции по истории государства и права» (М., 1947); «Очерки англо-американской доктрины и практики международного частного права» (М., 1948); «Общие принципы права в международном праве» (К., 1957) та ін.
Удостоєний звання Героя Соціалістичної Праці (1980). Нагороджений орденом Леніна та орденом Трудового Червоного Прапора.

## Виноски
1. 1 2  https://www.icj-cij.org/en/all-members
2. ↑  
Денисов, В. Н. Владимир Михайлович Корецкий, 1890—1984 // Правоведение. — 1986. — № № 5. — С. 42.
3. 1 2 3  Антологія української юридичної думки. Том 8.Міжнародне право. — К. : «Юридична книга», 2004. — С. 509.
4. ↑  Биография В. М. Корецкого. Архів оригіналу за 4 березня 2016. Процитовано 15 серпня 2009.
5. ↑  
История Национальной юридической академии им. Ярослава Мудрого. Архів оригіналу за 6 липня 2013. Процитовано 15 серпня 2009.
6. 1 2 3 4 5 6  Денисов В.Н. Корецький Володимир Михайлович // Юридична енциклопедія. — 2001. — Т. 3.
7. ↑  История создания Института государства и права им. В.М. Корецкого НАН Украины. Архів оригіналу за 24 серпня 2009. Процитовано 16 серпня 2009.
8. ↑  1947 року Комітет було перейменовано в Комісію міжнародного права
9. ↑  Сайт Комиссии международного права. Архів оригіналу за 8 березня 2009. Процитовано 29 серпня 2009.
10. ↑  Пантеон зодчих Лук'янівського некрополю. Біографічний довідник. — Київ: «З-Медіа», 2008. — С. 104. ISBN 96696-254-2-4. стор. 97